# 2139 Makharadze
2139 Makharadze este un asteroid din centura principală, descoperit pe 30 iunie 1970 de Tamara Smirnova.